# Jackie Edwards
Jackie Edwards (Inglaterra; 12 de agosto de 1939 – 17 de mayo de 2025) fue un jugador de rugby inglés que jugó en la posición de halfback. Era el padre del jugador y entrenador de rugby Shaun Edwards.

## Carrera
Jugó toda su carrera con el Warrington Wolves de 1955 a 1964, equipo con el que jugó 223 partidos, anotó 78 tries, dos goles y consiguió 238 puntos; además de ganar la Lancashire Cup en 1960, y tuvo que retirarse en 1964 por una lesión en la espalda. También es el jugador más joven que haya disputado un partido con el Warrington Wolves.

## Logros

### Club
- Lancashire Cup (1): 1959/60

### Individual
- Miembro del Salón de la Fama del Warrington Wolves.